# Maurice Pigeon
Maurice Thomas Pigeon, né à Cherbourg (Manche) le 29 décembre 1883 et mort à Valognes le 6 juin 1944 est un peintre de la Manche.

## Biographie

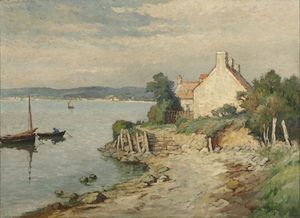
La maison du Cul de Loup à Morsalines.

Maurice Pigeon, natif de Cherbourg, exposa pour la première fois en 1909 et est admis au Salon des artistes français en 1913 avec Viaduc à Fermanville. Il y présentera des toiles jusqu'en 1939.
De 1921 à 1931, il résida au Vast, et peint alors des paysages et des marines pris sur le vif autour de Saint-Vaast et de Morsalines.
Peintre du Val de Saire dont il a traduit la diversité des aspects bocagers et maritimes, il décèdera à Valognes le 6 juin 1944 lors du bombardement de la ville.

## Œuvres
- Viaduc à Fermanville (1913)
- Chaumières au Vast
- Barques à Saint-Vaast
- L'automne à Morsalines
- La Saire
- Les quais à Barfleur
- Orage sur la Hougue

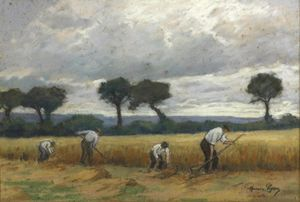
Les faucheurs, pastel.

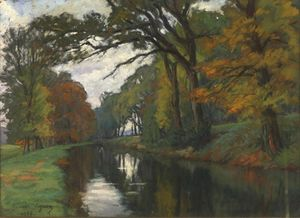
La Saire, pastel, 1927.

- La maison du Cul de Loup à Morsalines
- Bateaux de Cancale à marée basse